# Državljanstvo Europske unije
Koncept državljanstva Europske unije uveden je zaključenjem Maastrihtskog sporazuma 1992. godine. "Državljanin unije" je svaka osoba koja ima državljanstvo jedne od država članica Europske unije.
Državljanstvo Europske unije ima suplementaran karakter, to jest ono dopunjuje, a ne zamjenjuje nacionalno državljanstvo.
Prava i obveze državljana EU ne obuhvaćaju sva prava i obveze svojstvene državljanima država članica, pa se zato ne smije poistovjećivati državljanstvo EU i državljanstvo država članica EU.
Državljanstvo Europske unije sadrži i obuhvaća određena prava i privilegije unutar EU. U većini dijelova unije, državljani EU imaju ista prava kao i u svojoj matičnoj zemlji članici. Ta prava uključuju:
- pravo slobodnog kretanja i prebivališta na teritoriji EU.
- aktivno i pasivno biračko pravo, to jest pravo da biraju i da budu birani na lokalnim izborima i izborima za Europski parlament, bez obzira na to u kojoj državi članici imaju prebivalište.
- pravo na diplomatsku i konzularnu zaštitu u drugoj državi izvan EU.
- pravo pisanja predstavki odnosno peticija i pritužbi pred Europskim parlamentom.
- pravo na obraćanje ombudsmanu ili pravo pisanja (postavljanja pitanja) drugom tijelu EU na jednom od službenih jezika Europske unije (kao i na odgovor na istom).
- pravo pristupa dokumentima Europskog parlamenta, Europske komisije ili Europskog Savjeta pod određenim uvjetima.
- slobodu pojedinca od imigracijske i granične kontrole.
- pravo na prijavu za rad u bilo kom sektoru (uključujući državni sektor, osim u poslovima obrane)

Zemlje članice Europske unije imaju zajednički izgled putovnica, tamno crvene boje s nazivom zemlje članice, nacionalnim grbom i natpisom "Europska unija" (na službenom jeziku članice).
Amsterdamski ugovor koji je stupio na snagu 1. svibnja 1998., proširio je prava državljana EU i predvidio zaštitu od diskriminacije po osnovu spolne, rasne ili etničke pripadnosti, religijskog uvjerenja, starosne dobi ili spolne orijentacije. 